# Beuchat International
Pour les articles homonymes, voir Beuchat (homonymie).
Beuchat International, ou communément Beuchat, est une entreprise française créée en 1934 à Marseille œuvrant dans la conception, la fabrication et la vente d'équipements sous-marins.

## Métiers
En 2009, Beuchat répartissait ses activités en trois catégories :
- plongée sous-marine : loisirs, commercial, militaire ;
- pêche sous-marine et apnée ;
- randonnée aquatique ;

## Histoire

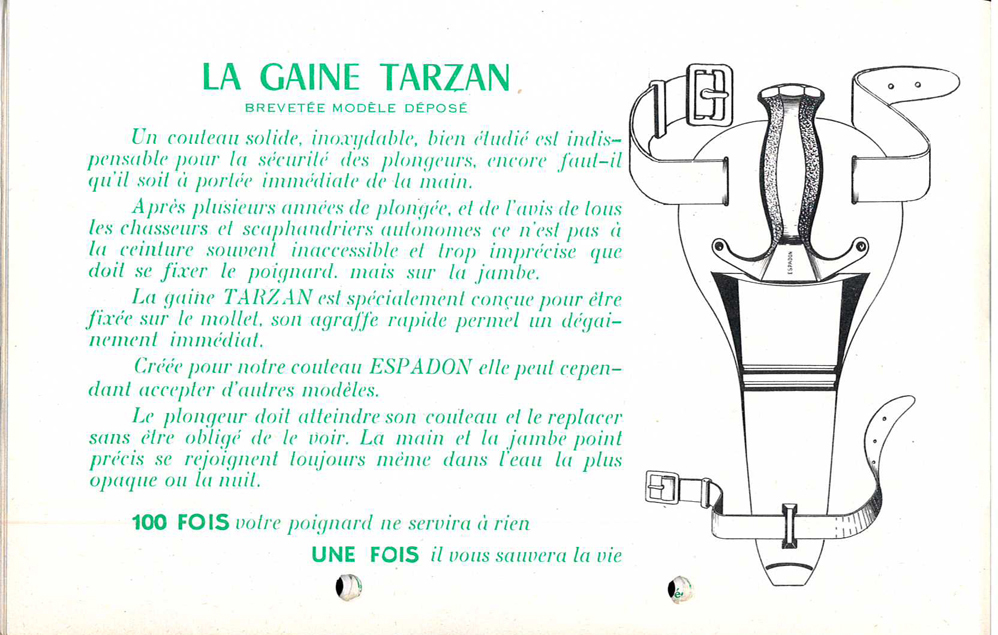
Gaine au mollet Tarzan

La compagnie a été créée en 1934 par Georges Beuchat, descendant d’une famille horlogère helvétique. Georges Beuchat a été un des pionniers ayant participé à la création des activités subaquatiques et a été un des cofondateurs de la Fédération française d'études et de sports sous-marins en 1948.
Au cours de son histoire et tout en restant implantée à Marseille, la société a porté différents noms : Pêche Sport, Beuchat, Beuchat Sub et Beuchat International. 
Georges Beuchat a cédé sa société à la famille Alvarez de Toledo en 1982. Elle appartient depuis 2002 à la famille Margnat.
Georges Beuchat a reconnu dès le départ que sa société devait considérer le monde entier comme marché et non se limiter à la France. Il insista pour que le nom Beuchat, ainsi que son emblématique logo : l’espadon, créé dans les années 1970, apparaissent clairement sur tous les produits de la société.

## Historique des inventions Beuchat
- 1947 : Arbalète Tarzan,
- 1948 : Bouée de surface,
- 1950 : Caisson photo Tarzan,
- 1950 : Gaine au mollet Tarzan,

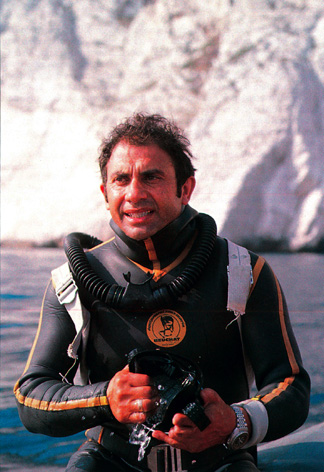
Albert Falco en combinaison Tarzan

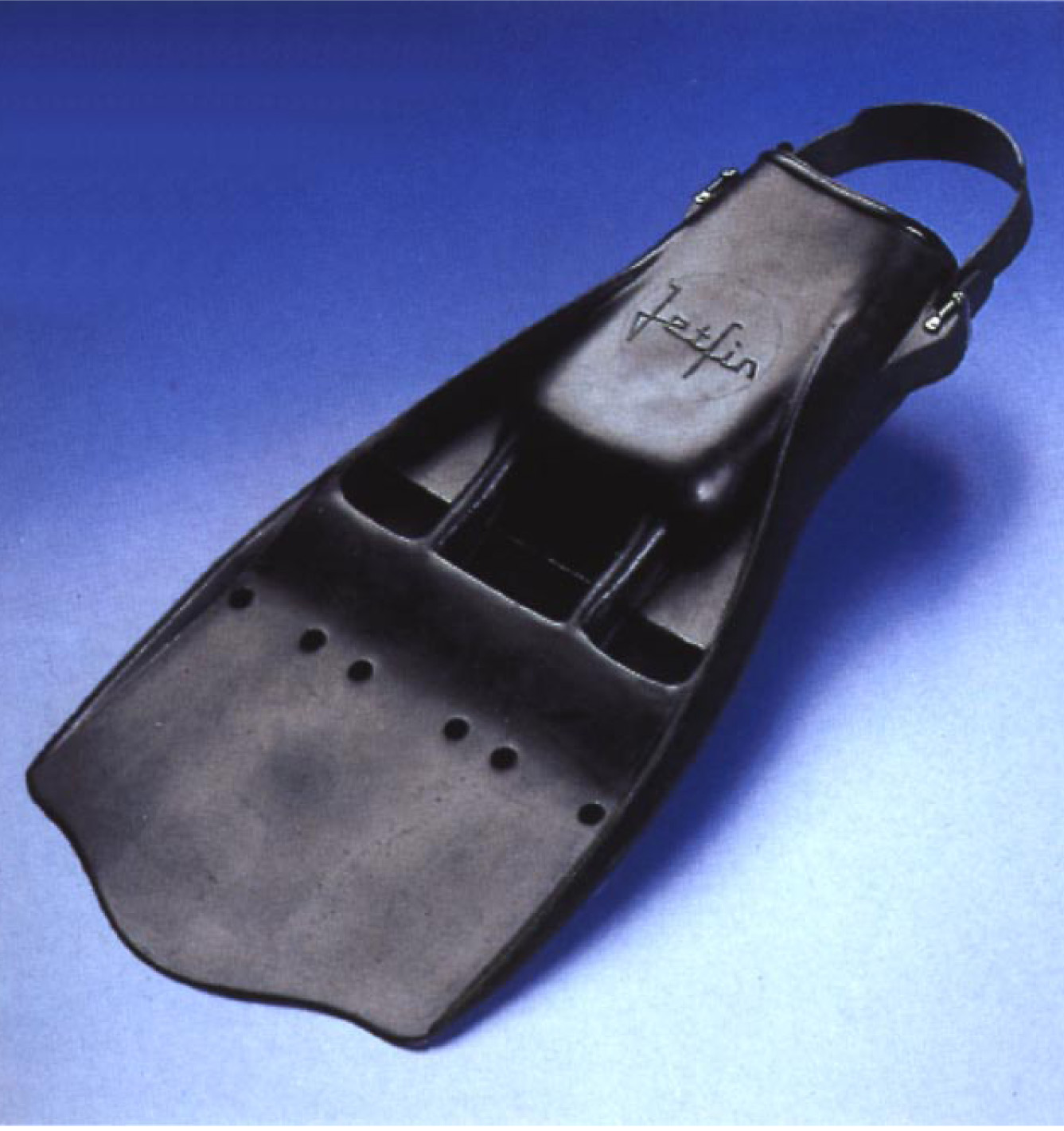
Jetfins réglables

- 1953 : Premier vêtement isothermique / combinaison de plongée,
- 1958 : Compensator (masque à hublot avec vitre inclinée vers le haut),
- 1960 : palmes à nervure Espadon,
- 1963 : Vêtement Tarzan,
- 1964 : palmes Jetfins (plus de 100 000 unités vendues lors des premières années)
- 1964 : Détendeur Souplair
- 1975 : Arbalète Marlin,
- 1978 : Détendeur Atmos,
- 1985 : Bouée collerette LYFTY,
- 1986 : Distribution des ordinateurs de plongée Aladin,
- 1993 : Bouée Océane,
- 1998 : CX1, 1er ordinateur de plongée français (algorithme COMEX, agréé ministère du Travail),
- 2001 : palme de chasse Mundial,
- 2007 : combinaison Focea Comfort II,
- 2007 : palmes Power Jet,
- 2008 : gilet Masterlift Voyager,
- 2009 : Détendeur VR 200 Evolution,
- 2012 : Lancement du Concept  My Colors

## Beuchat et la Pêche sous-marine
Depuis de nombreuses années Beuchat est le leader mondial de la pêche sous-marine et a engrangé un grand nombre de titres de champions nationaux comme mondiaux avec des compétiteurs comme : Pedro Carbonell, Sylvain Pioch, Pierre Roy, Ghislain Guillou, Vladimir Dokuchajev.
Porte flambeau officiel de Beuchat, Pedro Carbonell, triple champion du monde de la discipline, réalise depuis 2011 le Pedro Carbonell Tour. La première session de cet évènement international, plébiscité par la presse, a eu lieu en Nouvelle-Zélande et en Australie. En 2012, le Pedro Carbonell Tour by Beuchat s'est déroulé en France.  Une version 2013 est en préparation.

## Divers

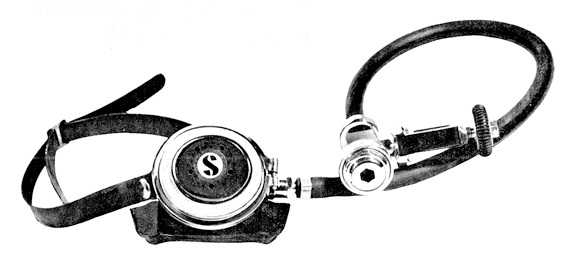
Détendeur Beuchat Souplair 1964

- Georges Beuchat a reçu, en 1961, l’Oscar de l’exportation.
- En novembre 2011, Beuchat international a reçu le trophée de l'exportation décerné par La Provence, en partenariat avec la ville de Marseille.
- Le « S » utilisé sur le détendeur Beuchat « Souplair » a été repris par Scubapro afin d’en faire son logo.